# Història del periodisme a Catalunya

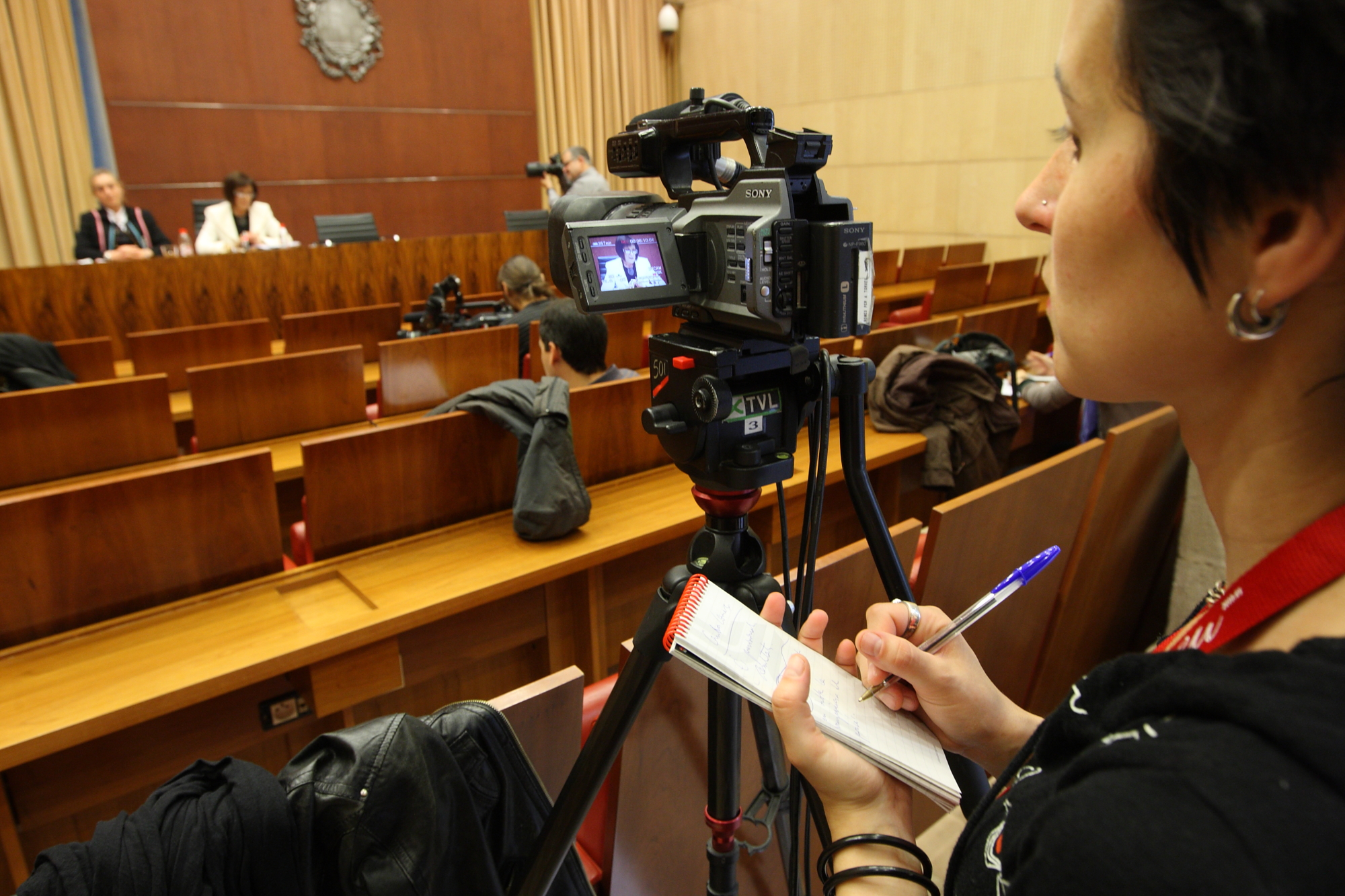
Una periodista pren apunts en una llibreta i grava en vídeo en una roda de premsa a la Llotja de Mar de Barcelona

La història del periodisme a Catalunya és el desenvolupament del periodisme a Catalunya, entès com una activitat regular i continuada de recollida, elaboració i difusió de notícies sobre els principals esdeveniments que passen al món, que duen a terme els periodistes. La tendència arreu ha estat l'increment del nombre de notícies a l'abast dels ciutadans i de la velocitat de transmissió.

## Línies generals de l'evolució
Catalunya ha estat pionera en el camp de la comunicació. Des de les cròniques a l'edat medieval fins als diaris digitals, passant per les primeres emissions radiofòniques o la primera televisió local, el país ha demostrat un caràcter innovador.
Els antecedents de les cròniques periodístiques es remunten a l'època medieval. Al segle xiii, Ramon Muntaner, a la seva Crònica, explica coses que van succeir de veritat i que ell va veure i viure. Muntaner empra sovint el ‘jo hi era’, que subratlla el seu paper de testimoni, i les dades que subministra ajuden a conèixer l'època de Jaume I. L'escriptor Joan Fuster va ser el principal intèrpret de l'obra d'aquest cronista medieval i el seu elogi és força eloqüent.

### Un bon inici
No obstant això, no és fins a l'aparició de la impremta que el periodisme i la crònica van arribar a desenvolupar-se plenament. Des del naixement de la primera gaseta (1641) fins als primers diaris digitals (1994), la premsa catalana creix i arriba a uns nivells de creativitat i d'impacte espectaculars. De fet, la premsa és tota una demostració d'un tret del país: l'afany d'innovació. No importa quin és l'invent: un submarí, una llançadora o teler, o un iogurt. La ciutadania crea i si no inventa res nou, pensa com millorar-ho i com fer-ho més eficient.
Durant gairebé dos segles, del 1714 al 1984, van dominar el panorama periodístic, tret dels breus períodes puntuals, perennes prohibicions centralistes. Durant tot aquest temps, des del segle xviii i XIX fins a la primera meitat del XX, totes les publicacions estaven absolutament controlades. Tot i així, l'estímul creatiu era força notable. Molts inventors van començar copiant per després crear. Seria el cas de la primera publicació periòdica catalana: ‘La Gazeta’ de Jaume Romeu, nascuda el 28 de maig de 1641 –el 1621 ja hi havia hagut un antecedent a Perpinyà–. ‘La Gazeta’ era una bona imitació de la del francès T. Renaudot del 1631. A Europa, les gasetes es publicaven des de principi del segle xvii (Anvers, 1605; Frankfurt, 1616). El 1661, vint anys després de l'aparició de la publicació catalana, va sorgir la primera gaseta a Madrid.
Amb l'arribada del segle xviii, Europa va viure un moment de gran preocupació científica i Catalunya no va ser una excepció. Un exemple d'aquesta curiositat general que generaria grans invents va ser el telègraf òptic. Des dels temps dels romans, la comunicació es feia amb miralls, fum, lletres amb fils penjats… Tots aquests recursos tenien limitacions: es necessitava un gran nombre de persones i enormes inversions i eren poc fiables. Salva i Campillo, però, va trobar una solució. Campillo va dictar el 16 de desembre de 1795 una memòria sobre l'electricitat aplicada a la telegrafia a la Reial Acadèmia de Ciències i Arts de Barcelona. Aquest inventor català va proposar juxtaposar els fils metàl·lics a distància amb les ampolles de Leyden. Alexandre de Volta i la seva famosa pila encara trigarien a arribar. Va ser un camí feixuc però, vençuts els obstacles, el periodisme es va poder beneficiar de la capacitat d'inventiva de tots aquests creadors.

### Un cop baix
Amb la victòria borbònica, el 1714 es va imposar una censura fèrria i la premsa, sense llibertat, pràcticament va deixar d'existir. Per editar un diari calia un privilegi, com el que va obtenir el ‘Diario de Barcelona’ el 1792. El diari barceloní va ser, durant moltes dècades, el més antic viu que es publicava a l'Europa continental. Al llarg de tot el segle xix tan sols hi va haver un curt període, dues dècades a tot estirar, en el qual els periodistes van poder exercir el seu ofici en llibertat.
En un d'aquests breus períodes en el qual les autoritats van ser més flexibles i més tolerants, va néixer ‘El Europeo’ (1823), que va tenir una vida molt curta: va morir a l'abril del 1824. La seva existència va ser possible gràcies a l'ocupació francesa de Barcelona que va acabar amb el Trienni Liberal. Amb el subtítol ‘Periódico de ciencias, arte y literatura’, va ser la primera publicació romàntica en la qual alguns autors, com Bonaventura Carles Aribau i Ramon López Soler, van obrir la porta a les inquietuds literàries i artístiques que inundaven Europa, quan a Espanya la Inquisició encara era ben viva. A l'estat espanyol, la censura feia estralls i els virreis actuaven despòticament. La població encara conservava a la retina les repressions del 1714.
Juntament amb aquestes publicacions culturals, n'hi havia d'altres com les revistes femenines, que des de final del segle xviii parlaven de modes, pensament, moralitats… A Catalunya hi havia títols que explicitaven el caràcter social de la missió de la premsa: ‘La ilustración de la mujer’ (1872-1884), ‘La higiene para todos' (1883-1914) o ‘La educación de la mujer’ (1877).
Algunes publicacions exteriors van ajudar a donar una embranzida a la producció interior. Tan sols un exemple: a Nova York, ‘La Llumanera de Nova York’ (1874-1881), un mensual de Broadway, parlava de l'Exposició Universal, i d'Edison. Catalunya establia així i en català, amb una publicació avançada i d'impacte, un lligam amb Nova York. La premsa modernista també va tenir títols de gran qualitat, com ‘L'Avens' (2a època 1889-1893) o ‘Joventut’ (1900-1906), una publicació que afirmava: ‘Quan més català més europeu i com més barceloní més universal'; i ‘Quatre Gats’ (1899) amb Ramon Casas i Carbó i Maurice Utrillo. Aquestes publicacions van donar prestigi a la història nacional del periodisme. El periodisme català no tan sols va innovar en l'àmbit cultural i informatiu, sinó que també ho va fer amb l'oci i l'entreteniment. ‘Sport Español' (1885) va ser la primera revista estatal dedicada a l'esport. ‘Los Deportes' es va publicar el 1897. ‘Sport’ (1908) va ser una prolongació del setmanari homònim. Se’n conserva un sol número (12-IV-1913). A ‘200 anys de premsa diària’ s'afirma que és el primer de Catalunya i segurament d'Espanya. ‘Mundo Deportivo’ és una altra publicació esportiva viva que neix com a setmanari el 1906, que passa a ser diari el 1929, i ‘La Jornada Deportiva’ va sorgir el 1923.

### Dinamisme industrial
El dinamisme industrial del segle xix va comportar una embranzida del periodisme patronal d'associacions. Un exemple és ‘El Trabajo Nacional' (1892), del Foment del Treball Nacional. Al mateix temps va néixer una premsa obrera que, entre altres coses, defensava l'associacionisme i la jornada de vuit hores o, simplement, era una eina de lligam dels treballadors.
Malgrat la repressió del moviment obrer, a mitjan segle xix van emergir noves publicacions: a Catalunya sorgia El Obrero (1864) d'Antoni Gusart i Vila, mentre a Madrid un altre català, Ramon Simó i Badia, publicava ‘El Eco de la Clase Obrera’ (1855). A principi del XX va néixer una revista cosmopolita, elegant, culta i amb una extraordinària qualitat formal: D'Ací i d'Allà (1918-1936). No va ser simplement una revista il·lustrada més, sinó el magazín de qualitat per excel·lència. Aquesta publicació es va convertir en el model que va il·lustrar una classe social amb el mateix to que ho feia ‘La Illustration' de París. S'adreçava a una burgesia molt satisfeta d'ella mateixa i amb inquietuds per l'art, la literatura, la natura, la decoració o les arts aplicades.
Ràdio Barcelona EAJ-1 va tenir un paper estel·lar en el naixement de la ràdio catalana, ja que va ser la primera emissora regular en funcionament a l'estat espanyol al novembre del 1923 –tot i que les proves van arrencar al setembre del 1923–. Va ser un equip de tècnics francesos de la revista ‘Je sais tout’ qui va fer possible establir enllaços entre el Teatre Grec de Montjuïc i el Palau de la Música Catalana. L'emissora francesa Radiola emetia en proves des de París des del novembre del 1922. Als Estats Units hi havia emissions radiofòniques des del 1920. Igualment catalana va ser la primera revista de ràdio de l'estat, ‘Radiosola’ que va veure la llum al setembre del 1923. No obstant això, la gran revista, pel que fa a la difusió, va ser ‘Ràdio Lot’ (1925). L'aventura catalana va ser tan suggerent que la productora francesa Gaumont va produir, el 1926, un documental informatiu sobre la ràdio catalana.

### La televisió sota control
Amb la Guerra Civil van arribar les ruptures i els silencis. La televisió en la qual Catalunya havia estat pionera als anys trenta ja no va poder continuar el seu desenvolupament per les limitacions centralistes. Es van decomissar molts diaris, un fenomen únic a Europa. Tot i el control obrer, però, els periòdics apareixien amb regularitat. Amb l'estabilitat i l'expansió econòmica dels seixanta, també a Barcelona van tenir lloc les primeres proves, privades, de televisió. A la dècada anterior s'havia construït el primer aparell de televisió.
Al juny del 1948, la casa Philips va instal·lar uns estudis i unes sales de projeccions a la Fira Internacional de Mostres. Durant quasi una setmana el muntatge de l'empresa holandesa va ser l'atracció central. Per l'estudi van desfilar cantants, es van fer entrevistes i, fins i tot, hi va haver una actuació de l'Escolania de Montserrat. A l'agost, Radio Corporation of America (RCA) va voler filmar una ‘corrida de toros' a Madrid que es va passar a Bellas Artes. La projecció va durar poc, perquè va fallar voltatge elèctric i es va haver de suspendre la retransmissió. Finalment, el poder polític dictatorial va decidir que la seu de la televisió havia de ser la capital de l'estat i que aquesta n'havia de tenir el monopoli.
No obstant això, a Catalunya es van fer emissions fora del control de la TVE. El dinamisme social, l'ànsia de llibertat i l'afany d'experimentació van provocar el naixement de televisions lliures, municipals o d'Internet. A Barcelona, Televisió de Catalunya, va haver de lluitar des del seu naixement amb l'hostilitat centralista per gairebé tot, per entrar a la Unió Europea de Radiodifusió (UER) o per adquirir maquinària. Els més centralistes volien que fos antropològica (residual i folklòrica), però el cert és que es va aconseguir una televisió moderna, capaç de tractar-se de tu a tu amb l'estatal. Va començar a emetre en proves el 10 de setembre de 1983 i de forma regular el 16 de gener de 1984. Va crear nous canals, nous formats i es va consolidar com una eina fonamental en la projecció de la identitat catalana tot i les limitacions polítiques.
La premsa local i comarcal també s'ha desenvolupat amb èxit des de la Transició fins a l'actualitat. També han nascut publicacions erudites per a una minoria i gratuïtes per a una majoria. La primera publicació gratuïta va ser ‘Claxon' (Tarragona, 1969). Una altra publicació amb una expansió fulgurant, que s'ha convertit en la revista local més llegida amb un tiratge molt alt, gairebé similar al nombre de les famílies, és ‘Tot Sant Cugat’ (1986): 20.000 exemplars per a 80.000 habitants. A les II Jornades Internacionals de Premsa es va exposar que les 85 capçaleres locals en distribuïen gairebé tres milions d'exemplars. L'expert holandès Piet Bakker va afirmar que aquesta premsa informativa comarcal converteix ‘Catalunya en un cas únic a Europa’.
‘Cavall Fort’ (1961) és una revista modèlica per innovació i per qualitat, que gaudeix d'un reconeixement internacional. Una de les seves peculiaritats és que no s'adreça als infants com a lectors consumidors sinó com a ciutadans joves. Des de l'educació catalana, dibuixants i narradors, pedagogs i mestres s'esforcen per construir una societat millor. El mateix podríem afirmar d'‘Oriflama’ (1961-1977), una revista per a joves, que també va néixer sota l'empara eclesiàstica davant la censura franquista. Són models allunyats del consumisme i de les capçaleres que funcionen com a activitat comercial. A Catalunya preval un model de periodisme cultural i formatiu.

### Després de Franco
El 1976, amb la mort de Franco, van aparèixer iniciatives comunicatives de premsa marginal, humorística i política. Van tenir una notable importància les accions creatives en l'àmbit radiofònic –ràdios lliures i ràdios municipals– i en el televisiu, amb canals locals, municipals, televisions comunitàries... En tots aquests camps es van desenvolupar activitats pioneres en el marc espanyol i fins i tot europeu. ‘Ona Lliure’ (1978), a Barcelona, va ser la primera que es va afegir al moviment de ràdios lliures contemporani desenvolupat a la resta d'Europa. Ràdio Arenys (1979), que va ser la primera emissora municipal, va inaugurar una experiència pionera al món. Televisió de Cardedeu (1981) va ser la primera emissora de televisió comunitària. Tots tres moviments, juntament amb la fortalesa de la premsa local i comarcal, van convertir Catalunya en un referent mundial pel que fa a la comunicació local i es van crear associacions que aplegaven les diferents emissores. En aquestes associacions, la Diputació de Barcelona ha jugat, des dels inicis, un paper central, amb premis, ajudes, productores de serveis, etc.
Un setmanari d'impacte va ser ‘Interviú’, origen del Grup Z, propietari d'‘El Periódico’. Aquesta revista va reeixir amb l'erotisme. No obstant això, no va ser una publicació important pel ‘destape’, sinó perquè va revolucionar el periodisme estatal amb una fórmula en la qual barrejava l'interès humà, l'escàndol social o polític, la primícia i un tractament molt dinàmic, que va sacsejar les rutines de treball habituals.
L'‘Avui’ va ser el primer diari en català des del 1939 al Principat i juntament amb ‘El Periódico de Catalunya’, que actualment és un diari en color i en doble edició catalana i castellana, va assumir l'edició digital el 1994. Barcelona va ser, durant uns mesos, la capital del món en nombre de diaris amb edició digital. L'iniciador va ser el setmanari valencià ‘El Temps', que tenia el suport de la Universitat Politècnica de Catalunya. El 1995 Vilaweb va crear un portal amb notícies i enllaços i va esdevenir un mitjà crucial en el camí per a la normalitat que va cristal·litzar amb el sufix .cat. Dos anys després, el 1997, Lavínia va endegar ‘ATV Mediapolis', una experiència pionera d'Internet Protocol Television (IPTV) a Europa.

## Premsa
La premsa catalana es va convertir, al llarg del segle xix, en un mitjà de comunicació de masses amb la proliferació de capçaleres. L'edat d'or de la premsa catalana se situa entre el 1890 i el 1920, període en el qual es van consolidar els diaris que adoptaven els conceptes moderns d'objectivitat i imparcialitat.
Els orígens de la premsa periòdica a Catalunya se situen al final del segle xviii amb la fundació del primer diari barceloní, ‘Diario curioso’, el 1762, i especialment amb el naixement del ‘Diario de Barcelona’, el 1792.
Els antecedents d'aquesta premsa es remunten al final del segle xv amb la invenció de la impremta i la proliferació de correus informatius durant el segle xvi. Amb el desenvolupament del comerç català, al Mediterrani, va sorgir la necessitat de conèixer la realitat d'altres territoris, fet que va provocar el naixement dels mercaders de notícies, que elaboraven informacions sobre esdeveniments polítics o econòmics d'arreu del món.
A partir del segle xvii van aparèixer les proves d'una autèntica indústria informativa catalana amb l'edició de fulletons informatius. Aquestes relacions contenien notícies sobre les guerres, la reialesa i la religió. Un 10% d'aquests fulletons eren traduccions majoritàriament de textos francesos, la qual cosa demostra la bona connexió internacional de Catalunya.
Durant el segle xix, la premsa va experimentar un canvi profund, de ser un mitjà minoritari i amb molt poques i inestables publicacions, es va transformar en un mitjà de comunicació de masses que, a final de segle, havia multiplicat el nombre de diaris i revistes, una bona part en català. La indústria de la publicitat i les noves tecnologies com la fotografia i el telègraf van permetre acompanyar els diaris amb imatges i ampliar la informació amb la vida social, política i cultural de Catalunya i de la resta del món.
L'any 1814, el ‘Diario de Barcelona’ va passar a ser propietat d'Antoni Brusi Miravent. Durant aquesta etapa va divulgar i va defensar les postures oficials, però a partir de la dècada dels quaranta del XIX va canviar radicalment i es va convertir en un diari amb mentalitat empresarial i europea.
Durant la guerra del Francès (1808-1814) va proliferar la premsa política a favor i en contra de la invasió napoleònica. Amb la restauració de la monarquia absolutista es va instaurar el control de la premsa, que no va ressorgir fins a l'època del Trienni Liberal (1820-1823), amb diaris com ‘El Europeo’, de l'Escola Romàntica o ‘El Vapor’, principal difusor de les idees del socialisme utòpic.
Però no va ser fins al Sexenni Revolucionari (1868-1874) que es va produir una revolució en el camp del periodisme, coincidint amb la concentració de la població a les ciutats i la difusió de l'alfabetització. Els diaris i les revistes de diferents tendències ideològiques es van multiplicar i van aparèixer moltes publicacions humorístiques en català com ‘La Campana de Gràcia’ (1870-1934) o ‘L'Esquella de la Torratxa’ (1872-1939, amb interrupcions). L'any 1879, Valentí Almirall va fundar el primer diari en llengua catalana, ‘El Diari Català’ (1879-1881), amb una gran qualitat d'impressió i plataforma del Primer Congrés Catalanista de 1880. També va proliferar la premsa comarcal i a partir de la Restauració (1874) van néixer els grans diaris del periodisme modern, com ara ‘La Vanguardia’ (1881).

### Les revistes catalanes
Catalunya és un país de revistes. La història de les capçaleres del país reflecteix la nostra cultura. Des dels antecedents del segle xvii fins a una actualitat marcada per Internet, la societat civil ha trobat en aquests mitjans l'eina per expressar-se.
Els orígens de la premsa a Catalunya es remunten al segle xvii i, al XVIII, algunes capçaleres, com ‘Caxón de Sastre Cathalán' (1761), adquireixen certa propularitat. No obstant això, no és fins al principi del segle XX quan apareixen les primeres capçaleres modernes. Si durant bona part del XIX l'ús del català en les publicacions periòdiques havia estat marginal (el primer full periòdic en català és l'humorístic ‘Lo pare Arcàngel', del 1841), el naixement de la consciència nacional va capgirar aquesta situació i va propiciar l'aparició de dos tipus de revista: la literària i la popular. Les primeres van permetre aglutinar moviments literaris i artístics com la Renaixença, amb la revista ‘Reinaxensa’, o el modernisme amb ‘Pèl&Ploma’, però van ser les revistes satíriques i infantils les que van connectar amb una societat que, en procés d'industrialització, era constituïda per un públic eminentment popular.
La popularitat de revistes humorístiques com ara ‘Papitu’ o ‘Be Negre’ només va ser superada per la revista infantil ‘En Patufet’. Aquesta, amb una tirada mai igualada de 60.000 exemplars, va contribuir de manera decisiva a l'educació en català de diverses generacions.

### La dècada daurada del 1930
A partir dels anys trenta, la premsa periòdica va viure el moment d'or. La societat catalana, ja plenament industrialitzada, comptava amb lectors més cultivats, i les revistes, seguint les tendències internacionals, oferien un disseny més acurat i articles en què s'assajaven nous gèneres, com el reportatge o l'entrevista. El gran referent d'aquestes capçaleres va ser ‘D'ací i d'Allà’. La Guerra Civil, però, va estroncar un procés de modernització que dirigia el periodisme català envers l'humor mordaç, l'erotisme, les noves tendències i els debats culturals. A mesura que el règim franquista ho va permetre, van aparèixer noves publicacions amb voluntat de resistència, com ‘Destino’ i, sobretot, ‘Serra d'Or’, que van esdevenir referents d'una cultura represaliada. També cal fer esment a les revistes editades durant aquells anys a l'estranger, mostra de vitalitat dels exiliats catalans.
Quan va arribar la democràcia, el mercat de lectors en català havia quedat malmès. Les publicacions que van sorgir a finals de la dècada del 1970 –tot just una quinzena– havien d'afrontar el repte de retrobar-se amb un públic que ja no estava acostumat a llegir en català. ‘Cavall Fort’, entre el públic infantil, i ‘L'Avenç’, entre lectors més cultes, són dues mostres que la feina feta durant els darrers trenta anys ha obtingut els fruits desitjats.
Actualment, l'Associació de Publicacions Periòdiques en Català (Appec) comptabilitza gairebé tres-centes publicacions en català, un nombre que indica que les revistes, seguint la tendència internacional, informen els lectors de les temàtiques més diverses. Així, als quioscos hi trobem capçaleres especialitzades en literatura, en esport, en política, en història, en cuina, etc. Però l'època de reptes no s'ha acabat. Avui, el futur passa per les revistes digitals i els blocs d'opinió, noves eines que han de permetre que la societat civil catalana continuï exercint el dret i el deure d'expressar-se lliurement.

### República i modernitat
Amb la fi de la dictadura de Primo de Rivera arriba la maduresa del periodisme català. Durant la Guerra Civil, molts mitjans es polititzen i augmenten considerablement les publicacions en català. Amb la derrota republicana, però, desapareixen totes les llibertats i periodistes, intel·lectuals i publicacions han d'emprendre el camí de l'exili.
Amb la Segona República (1931-1939), el periodisme català va arribar a la maduresa. Van ser anys de llibertat de premsa per a capçaleres, autors i continguts. S'havia acabat la censura de la dictadura de Primo de Rivera, que havia prohibit les publicacions crítiques nacionalistes o obreristes, com ‘L'Estevet’ i ‘L'Avenir’.
Amb la República havia esclatat, doncs, el periodisme modern i de qualitat. Era la culminació d'una evolució que havia començat feia més de mig segle, amb l'edició de diaris en català i de diaris populars d'èxit. El periodisme català, com la cultura, havia esdevingut una indústria però no disposava del poder de l'administració, l'ensenyament o la universitat. La societat catalanoparlant configurava un sistema de comunicació de gran abast. Creixien les capçaleres en català: si el 1900 hi havia 5 diaris, el 1935 ja se’n publicaven 12 i el 1938 el nombre de capçaleres era de 24. La cultura catalana, per fi, disposava d'un altaveu eficaç i tenia un grup de consumidors important.
Dels 500 diaris editats al llarg del segle xix i XX, un centenar eren en català. Els tiratges eren dominats pel castellà, especialment per l'impacte empresarial de ‘La Vanguardia’ (1881), ‘El Día Gráfico’ (1913-1939), el popular ‘El Noticiero Universal' (1885-1985) o ‘El Diluvio’ (1858-1939). Els diaris en català deixaven de ser literaris per esdevenir polítics, d'empresa i augmentaven el tiratge. Ho avala la publicitat que s'hi abonava.
El periodisme d'aquesta etapa era molt dinàmic. Avel·lí Artís ‘Tísner’ i Irene Polo, amb entrevistes a ‘Última Hora’; Josep M. Planes, Víctor Alba, Carles Sentís, Domènec de Bellmunt o Josep M. Lladó amb reportatges i cròniques, practicaven un periodisme que estava als antípodes del periodisme passiu, de nota de premsa i de ‘despatx’: anaven al lloc de la vaga, al lloc dels fets, allà on succeïen els conflictes. A més, a cada diari hi havia mitja dotzena d'intel·lectuals amb una columna diària: Pere Calders, Carles Rahola, Ferran Soldevila, Pau Vila, Foix, Carner o Josep M. de Sagarra feien cròniques sobre la societat de l'època.
La premsa catalana també comptava amb col·laboradors especialitzats en música i ràdio, com Joan Gols o Sebastià Gasch, que era expert en ‘music hall'. A les pàgines d'opinió, escrivien Agustí Calvet ‘Gaziel', Antoni Rovira i Virgili i Josep Pla.
‘El Be Negre’ i molts setmanaris més treien punta a l'actualitat, amb ninotaires com Feliu Elias ‘Apa’ i Valentí Castanys. Aquesta publicació i ‘Mirador’ van ser força emblemàtiques. Només a les grans capitals europees es podien trobar setmanaris similars: amb qualitat, interès, bona paginació, èxit i un periodisme informatiu i de profunditat. El periodista Narcís Molins, que va militar al POUM i que havia treballat en importants publicacions de l'època com ‘La Nau’, dirigida per Antoni Rovira i Virgili, ‘L'Opinió’ o el diari catalanista i republicà ‘La Humanitat’, fundat per Lluís Companys, va cobrir la vaga i la insurrecció d'Astúries de l'octubre del 1934 i va escriure un llibre sobre els fets: ‘UGH: La insurrecció proletària d'Astúries'. Els redactors de ‘La Veu’, Josep Costa i Modest Sabaté també van ser testimonis i cronistes dels Fets d'Octubre del 1934. La censura no va permetre que els seus llibres es convertissin en un èxit.
Pel que fa al periodisme polític, els partits ambiciosos tenien el seu diari o diaris. Els partits petits es conformaven amb setmanaris o mensuals. Tots els partits i opcions ideològiques tenien els seus periodistes afins o col·laboradors de premsa. Seria el cas d'Andreu Nin, Josep Pallach, Rafael Vidiella, Carles Cardó, Manuel Brunet, Francesc Cambó o Nicolau d'Olwer. Les cròniques de Josep Pla o d'Eugeni Xammar, que van viatjar de Madrid a Berlín, contemplaven i descrivien el món en clau catalana.
La ràdio, primer Ràdio Barcelona el 1924 i posteriorment, Ràdio Associació de Catalunya, van endegar una experiència apassionant i innovadora. Els aparells de ràdio es venien a terminis i, tot i les dificultats tècniques per a la reproducció en directe, es feien meravelles: s'emetien concerts, entrevistes, conferències, espectacles i actualitat. Durant la Guerra Civil es van reduir les hores d'emissió i va augmentar la importància social del mitjà. A les seves memòries, Teodor Garriga explica les innovacions que es van fer a la ràdio durant el conflicte bèl·lic, com ara retransmetre grans manifestacions en directe o esdeveniments polítics que van tenir un gran impacte social. El 1934 es va crear una societat per endegar una televisió catalana. En aquells moments, el nou aparell estava de rabiosa actualitat, però la involució dels Fets d'Octubre i la Guerra Civil van frustrar el projecte.

### El pas enrere de l'exili
Amb l'esclat del conflicte bèl·lic, els treballadors van ocupar empreses i impremtes i les van col·lectivitzar. Els partits polítics també van decomissar capçaleres. Tots els diaris de dretes van ser sotmesos a canvis de gestió i de contingut. ‘La Veu’ va continuar amb el mateix nom però es va convertir en anarquista; ‘El Matí’ es va passar a dir ‘Treball' i el gestionava el PSUC, i el carlí ‘El Correo Catalán' va passar a les mans del POUM i va ser rebatejat amb el nom de ‘La Batalla’.
Tot i la falta de paper i recursos i dels estralls de la inflació, van néixer noves revistes, alhora que en desapareixien d'altres. A comarques hi havia 24 diaris, dels quals 14 eren en català. Després del cop d'estat de Franco, dels 31 que es publicaven, 23 eren en català. A Barcelona, abans de la guerra, n'hi havia 28, dels quals 20 eren en castellà. Amb l'esclat del conflicte, dels 39 que s'editaven, 19 eren en castellà.
El 1938 el creixement de noves capçaleres era notable. Al conjunt de Catalunya per primer cop hi havia més capçaleres en català que en castellà. Dels 41 diaris que hi havia el tercer any de guerra, 24 eren en català i 17 en castellà.
Amb la victòria de les forces rebels de Franco, tan sols es va poder escriure amb llibertat fora de les fronteres de l'estat. Primer a França amb el Govern de la Generalitat a l'exili i amb capçaleres com ‘Revista de Catalunya’, ‘El Poble Català’, ‘La Humanitat’ (ERC), l'anarquista ‘Solidaridad Obrera’ i la socialista ‘Endavant’, entre moltes altres. Posteriorment, Mèxic va acollir milers de catalans, la majoria intel·lectuals, que van afavorir l'aparició de noves editorials i revistes. Mèxic es va convertir en la capital de la cultura catalana amb publicacions com ‘Xaloc’, ‘Pont Blau’ o ‘La Nova Revista’. Al gener i febrer del 1939, a Catalunya no existia cap mena de llibertat. Aquest fet discriminatori encara explica les dificultats del segle XXI per a la normalització.

### El model de comunicació de proximitat
Catalunya és fecunda en mitjans locals i comarcals. Amb la restauració de la democràcia es van recuperar moltes capçaleres fins aleshores en mans del Govern de Franco per tal de reconvertir-les en diaris democràtics i lliures, alhora que s'implementaven ràdios i televisions municipals.
La premsa local i comarcal és un fenomen vigorós a Catalunya, que dona compte de la riquesa del seu territori. La seva puixança, a més, s'ha realitzat en molt poc temps. A la dècada dels anys trenta del segle xx, la majoria de capçaleres locals estaven en mans d'impressors que es posaven al servei més o menys directe del sistema de partits. Després de la Guerra Civil, amb la victòria de les tropes de Franco i ensulsiats els partits, el falangisme va confiscar les impremtes per tal que fossin el suport industrial de la premsa del règim. Va ser un pas enrere: fins als anys de la segona República, un centenar i mig de municipis del país havien tingut algun tipus de premsa local. La dictadura, però, va obrir un parèntesi de quaranta anys durant els quals els diaris comarcals van ser més contenidors de propaganda que de periodisme.
La fi de la dictadura va generar un fenomen bastant generalitzat arreu del territori: la societat civil democràtica, cansada dels diaris corró, anhelava tenir uns mitjans de comunicació que expliquessin la realitat propera, aquella que els mitjans de Barcelona ignoraven i els locals del règim maquillaven. Diaris com ‘El 9 Nou’ o ‘Regió 7’, per exemple, van néixer fruit dels esforços de petits inversors i subscripcions populars d'accions. Els periodistes que vivien en comarques hi van veure també una oportunitat i s'hi van implicar a fons, sovint treballant durant els inicis en condicions precàries o, directament, sense cobrar. A finals dels anys setanta va arribar el primer èxit editorial: la fórmula de la premsa local i comarcal va resultar ser un bé comercial, ja que les notícies que publicava no hi eren enlloc més. Era una premsa que apostava també pel català.
L'èxit econòmic costaria més, però també acabaria arribant. El procés de professionalització va ser lent i, durant molt de temps, es va haver de lluitar contra l'estigma de ser premsa de segona –la diferència de salaris no ajudava a esborrar la frontera–. Però als anys noranta la premsa local i comarcal ja era, a molts indrets, una realitat consolidada, moderna i plenament homologable.
Malgrat això, avui dia, difícilment es pot considerar que a aquesta premsa de proximitat li ha arribat el just reconeixement. L'argot popular parla de ‘grans diaris' per referir-se als rotatius nacionals i és veritat que els rànquings d'audiència de la premsa a Catalunya són encapçalats per aquestes capçaleres, però també ho és que la premsa local i comarcal té una penetració enorme al conjunt del país, només que ho fa de manera fragmentada.

### Un país centralista
L'enorme pes demogràfic de les tres comarques més poblades –el Barcelonès, el Baix Llobregat i el Vallès Occidental– distorsiona la fotografia general, que sol ometre una dada reveladora: a 38 de les 41 comarques catalanes, el lideratge informatiu correspon als diaris de proximitat. De fet, els grans diaris generalistes concentren la distribució a les comarques de l'àrea metropolitana (Barcelonès, Maresme, els dos Vallès i el Baix Llobregat). Així, el 72% de lectors d'‘El Periódico’ són d'aquestes comarques (les xifres són similars per a ‘La Vanguardia’, 68,9%, o ‘El País', 72,4%). Si la premsa comarcal fos una única capçalera seria, de fet, la més llegida, amb 838.000 lectors (pel que fa a diaris) i 434 seguidors (de setmanaris). A tall d'exemple, el diari generalista més llegit és ‘El Periódico’, amb 707.000 lectors.
El retrat robot del lector de premsa local i comarcal aporta algunes dades rellevants: representa el 47% de la població més gran de 14 anys, té una renda familiar un 3% superior a la mitjana de Catalunya i hi són presents el 47% de les oficines bancàries (és, per tant, un territori amb activitat econòmica).
Més enllà del dibuix dels lectors, el sector de la premsa comarcal i local d'informació general és també una realitat econòmica: a Catalunya hi ha 130 empreses editores, que publiquen 137 títols diferents (tenint en compte que només es computen aquí les empreses de premsa de pagament). L'ocupació que generen és de 2.500 persones, aproximadament, i van aportar fins a 86,6 milions d'euros a l'economia catalana l'any 2008. Tot i aquesta gran dispersió empresarial, el 95% de les publicacions no gratuïtes estan associades a l'ACPC, que treballa amb el doble eix de fomentar la professionalització dels editors més petits i liderar projectes per als més grans.
La incidència de la premsa gratuïta és més volàtil, ja que el nombre de capçaleres s'ha demostrat més inestable. A més, dins d'aquest subsector, la tipologia és molt diferent i inclou des de publicacions homologables amb la premsa de pagament pel que fa a volum i quantitat de continguts fins a revistes on els anuncis copen el 80% de la paginació, i la resta es tracta d'articles merament testimonials. En tot cas, la seva aportació a la informació de proximitat és indiscutible, avui, encara que el seu model de negoci susciti encara dubtes i discussions entre partidaris i detractors.
Més enllà del paper, la ràdio i la televisió també han estat importants a l'hora de vertebrar la comunicació al país. Un altre cop cal referir-se al restabliment de la democràcia per poder observar el fenomen de l'eclosió de mitjans audiovisuals per les comarques catalanes.

### Televisions locals
En el cas de la ràdio, la pionera va ser Arenys. L'11 de setembre de 1979 va donar el tret de sortida a la creació d'emissores municipals democràtiques. Avui, el sector ja compta amb més d'un centenar d'emissores locals i comarcals, la major part de les quals estan associades a la Federació de Ràdios Locals de Catalunya, un organisme creat l'any 1996 amb l'objectiu de potenciar la comunicació radiofònica de proximitat.
Les antenes federades corresponen a emissores de titularitat municipal o bé gestionades per associacions culturals. A diferència de la televisió, l'hegemonia pública sobre aquesta modalitat de ràdio és gairebé absoluta. Algunes de les excepcions destacables són Ràdio Valls, Ràdio Ripoll o Ràdio Olot, i també emissores lligades a editors de premsa, com Ràdio Vic o Segre Ràdio, que es troben sota el paraigua de l'Associació Catalana de Ràdio. No existeix un índex d'audiència conjunt per a la ràdio local a Catalunya, ja que és formada per la suma de moltes emissores que les diferents eines de mesura –Baròmetre de la Comunicació i EGM– no detecten en tractar-se d'audiències massa petites. El retrat de la ràdio local es completa amb el paper de Com Ràdio, que efectua tasques de sindicació d'espais i treball en xarxa, de manera que articula moltes de les emissores disperses pel territori, que hi connecten per als informatius o per a franges horàries concretes.
Idèntic camí també per a la televisió. En aquest cas, la pionera va ser Cardedeu, que va encetar les emissions el 7 de juny de 1980, tot i que la seva planificació arrenca a la meitat de l'any anterior. En tot cas, van ser uns inicis moguts, que desafiaven el monopoli estatal televisiu, la qual cosa li va valer un tancament a mans de la Guàrdia Civil. No seria fins al setembre del 1981 que les emissions es convertirien en regulars, si bé arrossegant un estigma d'al·legalitat que s'encomanaria a totes les altres televisions locals. De fet, la regularització no va arribar fins a la celebració del concurs de llicències de TDT locals, en què el Govern va aprofitar el trànsit a la tecnologia digital per ordenar el panorama televisiu i consolidar legalment el sistema de televisions locals. Això s'ha traduït en 96 llicències disponibles, entre públiques i privades, tot i que en alguns casos es tracta d'emissores que emeten en cadena (però obligades a emetre programació pròpia local durant quatre hores al dia).
Malauradament, la regularització administrativa no ha comportat una normalització econòmica del sector, que travessa problemes endèmics de solvència econòmica i que encara ha d'assolir un grau de maduresa empresarial similar al de la premsa per poder parlar de plena consolidació.
Coincidint amb l'arribada del nou segle, un nou fenomen ha sacsejat el panorama de mitjans de proximitat. D'una banda, per l'aparició de diaris digitals locals i blocs ciutadans lligats a una localitat concreta. De l'altra, per la modificació del concepte ‘de proximitat’. Aquest terme, tradicionalment, s'havia emprat en un sentit geogràfic però, amb la globalització, el seu significat s'ha estès també a les proximitats temàtiques. En aquest capítol es poden consignar les més de 150 revistes associades a l'APPEC (Associació de Premsa Periòdica en Català), moltes de les quals són referents en els seus àmbits d'especialització, mentre que els casos de ràdios o televisions de proximitat temàtica en català encara són esforços migrats i esparsos.
Tradicionalment, s'ha considerat que la fragmentació empresarial de Catalunya, especialment sagnant als mitjans, era un factor que li anava en contra, ja que deixa el país sense grans grups de comunicació que treballin en favor de la cultura pròpia. Però aquesta anàlisi s'ha de revisar per força en aquests temps digitals, en què es dona per fet que la fragmentació de les audiències serà clau per articular el nou paradigma mediàtic. I, en aquest nou context, la segmentació per territoris que ofereixen els mitjans locals i comarcals, i també la premsa especialitzada, s'apunta com a clau per a la seva consolidació, sempre que s'acompanyi d'un procés d'exploració d'altres suports, especialment els que estan lligats a l'era digital (web, televisió per Internet, aplicacions per a mòbils, etcètera).

### Diaris i grups de principi del segle XXI
A finals de la primera dècada del segle XXI les dues capçaleres més llegides a Catalunya eren ‘El Periódico’ i ‘La Vanguardia’. El primer diari d'informació d'àmbit nacional en llengua catalana, l'‘Avui’, amb una línia editorial sobiranista, ocupava el cinquè lloc.
La premsa generalista editada a Catalunya la lideraven tres capçaleres, rere les quals hi ha sengles grups empresarials multimèdia. Segons el Baròmetre de la Comunicació i la Cultura, els dos diaris més llegits són ‘El Periódico de Catalunya’ –propietat del Grup Zeta–, amb edicions catalana i castellana i d'orientació autonomista i progressista, i, a poca distància, ‘La Vanguardia’ –del Grup Godó–, escrit en llengua castellana i d'ideologia també autonomista però conservadora. Més enrere –unes cinc vegades menys que els dos anteriors– i precedida per publicacions diàries esportives, gratuïtes o editades fora de Barcelona, hi ha l'‘Avui’ –d'Hermes Comunicacions–, fet en català i amb una línia editorial sobiranista.
Creat el 1978 per Antonio Asensio com a publicació diària en castellà i amb versió catalana des del 1997, ‘El Periódico’ és la joia de la corona del Grup Zeta, presidit, des de la mort del fundador, pel seu hereu, del mateix nom. El rotatiu barceloní és la capçalera mare d'una mitja dotzena llarga de diaris regionals, provincials i locals de diversos territoris de l'estat espanyol –al País Valencià, el castellonenc ‘Mediterráneo’, ‘Ciudad de Alcoy’ i ‘El Periòdic d'Ontinyent’– i d'‘El Periòdic d'Andorra’. El seu esportiu, ‘Sport’, és el cinquè diari més llegit a Catalunya. Edita, així mateix, revistes de tota mena per al públic espanyol com ara ‘Interviú’ –l'embrió de l'imperi, nascuda el 1976–, ‘Cuore’ o ‘Woman'. En sobresurt, finalment, la divisió editorial, amb segells com Ediciones B o Bruguera.
Fundada el 1881, ‘La Vanguardia’ és el vaixell insígnia del Grup Godó, que també edita el tercer diari del Principat, ‘Mundo Deportivo’, en castellà. Té, però, dues ràdios en català: d'una banda, RAC 1, la segona emissora generalista rere la pública Catalunya Ràdio, de la Corporació Catalana de Mitjans Audiovisuals, que lidera el consum de televisió amb TV3; de l'altra, RAC 105, la tercera radiofórmula, rere Los 40 Principales, del grup espanyol PRISA, i Flaix FM, del català Grup Flaix, que també promou Ràdio Flaixbac. Godó és accionista minoritari de les ràdios de PRISA; edita ‘Magazine’, dominical de 25 diaris espanyols, i, amb el grup català Planeta, elabora revistes per als mercats català i espanyol. El conglomerat posseeix la generalista 8tv i la musical RAC 105 TV.
L'‘Avui’ el van fundar el 1976 un grup de promotors encapçalat per Josep Espar Ticó amb el suport d'uns 30.000 comptepartícips i subscriptors. Naixia, així, el primer diari d'informació general d'àmbit nacional en llengua catalana després del franquisme. Amb el Grup Canal Català, té edicions locals a Sabadell i Terrassa. Després de tres dècades de vicissituds comercials i financeres, l'empresa inicial va presentar un expedient de fallida que va desembocar en la seva compra per part de Godó i Planeta com a accionistes de referència i amb l'Institut Català de Finances com a soci minoritari. L'empresa del gironí ‘El Punt’, Hermes Comunicacions, va adquirir-lo el 2009. El grup també edita el diari esportiu ‘El 9 Esportiu’, la revista dominical ‘Presència’ i el suplement ‘Sortim’.
Lluny de ‘La Vanguardia’ i ‘El Periódico’, trobem les edicions territorials dels rotatius de pagament amb seu a Madrid –i, doncs, en castellà–, encapçalats per l'esquerrà ‘El País', propietat de PRISA i situat al davant de l'‘Avui’. El diari d'Hermes ja supera, però, totes les altres edicions catalanes d'aquests mitjans: el dretà ‘El Mundo’, d'Unidad Editorial; el progressista ‘Público’, de la barcelonina Mediapro i amb quadern en català, i els conservadors ‘ABC’, de Vocento, i ‘La Razón', de Planeta.

### Periòdics locals i comarcals
Convé afegir-hi els nou grans periòdics locals o comarcals, liderats per ‘El Punt’, d'Hermes, amb el mateix pes que l'‘Avui’; amb edició mare a Girona, en manté sis més. Sempre en ordre d'audiència, el segon diari comarcal de pagament és el ‘Diari de Tarragona’, en castellà, seguit del lleidatà ‘Segre’, amb edicions catalana i castellana i matriu d'un grup local. Rere seu, hi ha el manresà ‘Regió 7’, el diari de referència de la conca alta del Llobregat, i el ‘Diari de Girona’; tots dos són en català i del grup espanyol Prensa Ibérica, que també edita el valencià ‘Levante’, amb algun article en català. Tanquen el conjunt el ‘Diari de Terrassa’, el lleidatà ‘La Mañana’, que fa televisió amb Canal Català, i el ‘Diari de Sabadell' –tots tres, en castellà–. Cal sumar-hi, pel seu pes, el bisetmanal ‘El 9 Nou’, amb televisió i ràdio i amb dues edicions: la matriu, a Osona i el Ripollès, i la del Vallès Oriental.
La realitat de la premsa comarcal catalana és, de fet, molt més rica i complexa; les 130 publicacions de pagament de l'Associació Catalana de la Premsa Comarcal (ACPC) en donen fe. També és local bona part de la premsa gratuïta catalana, unes 300 publicacions només al Principat, aglutinades a l'Associació Catalana de la Premsa Gratuïta (ACPG). Entre els diaris més llegits a Catalunya, hi ha, de fet, diversos gratuïts: propietat del grup noruec Schibsted, el ‘20 Minutos' barceloní és, rere els rotatius de Zeta i Godó, el tercer diari generalista; amb menys lectors però per sobre d'‘El País', empaten ‘ADN', de Planeta, i ‘Qué!’, de Vocento. El català és escadusser a ‘20 Minutos' i absent als altres dos; tots tres competien fins al 2009 amb el desaparegut ‘Metro’, del grup suec del mateix nom. Altres diaris gratuïts de gran difusió són el tarragoní ‘Més', que tenia edicions germanes en altres regions catalanes que han anat tancant, i el lleidatà ‘Bondia’, de capital i edició matriu andorrans.
Malgrat que ‘Mundo Deportivo’ i ‘Sport’ els doblen amb escreix en lectors, els dos diaris esportius editats a Madrid tenen un seguiment notable a Catalunya, al mateix nivell que l'‘Avui’ o ‘El Punt’. Es tracta de ‘Marca’, d'Unidad Editorial, i ‘As', de PRISA. Si bé hi ha un diari esportiu en català –‘El 9 Esportiu’, rere tots quatre–, no n'hi ha cap d'econòmic fet a Barcelona ni, per tant, en català.
‘Expansión', d'Unidad Editorial, és el primer diari econòmic a Catalunya, secundat de lluny per ‘El Economista’ i ‘Cinco Días', de PRISA. Un cop desaparegut el setmanal ‘Dossier Econòmic’ el 2009, la premsa econòmica catalana queda reduïda a mensuals com ‘Cataluña Económica’ o ‘Catalunya Empresarial' –totes dues, en castellà– o ‘Món Empresarial', de Medigrup Digital, en català.

### Altres grups
Més enllà de Zeta, Godó i Hermes, dos altres grups de comunicació autòctons sense rotatiu barceloní ja mencionats tenen un pes considerable dins el panorama mediàtic català; parlem de la productora i gestora de drets audiovisuals Mediapro, amb televisions com La Sexta o Gol TV i el diari ‘Público’, entre altres mitjans, i del grup d'origen editorial Planeta, amb mitjans com el canal de televisió Antena 3, la cadena de ràdio Onda Cero o els diaris ‘ADN' i ‘La Razón'. Tots els mitjans citats són d'àmbit espanyol i en castellà.
I hi ha, encara, altres grups de comunicació catalans destacats. De naturalesa cooperativa, Cultura03 integra, entre d'altres, l'editorial Ara i revistes de temàtica diversa: ‘Sàpiens', ‘Time Out Barcelona’, ‘Descobrir’, ‘Cuina’, etc. Iniciativa del popular radiofonista Justo Molinero, el Grup Teletaxi inclou, entre d'altres, l'emissora de música andalusa Ràdio TeleTaxi, la radiofórmula Grama Ràdio i TeleTaxi TV. Altres grups de comunicació catalans destacats són el Grup Nació Digital, amb webs com NacióDigital.cat o Osona.com, i el Grup Comunicació21, amb Comunicació21.com i Cultura21.com, la revista cultural ‘Benzina’ i gratuïts com ‘Línia Vallès'. Amb 18 segells, el Grup 62 és el conglomerat editor líder en català; la majoria de les seves accions són de Planeta i Enciclopèdia Catalana, que van comprar-les a La Caixa el 2006.
A les Illes, és escrit en català el ‘Diari de Balears', pertanyent al Grup Serra, propietari de mitjans escrits –entre els quals, el ‘Diario de Mallorca’– i audiovisuals, amb acords amb Vocento i Flaix.

## Fotoperiodisme
El panorama social, polític i cultural de final del segle xix i principi del XX, amb les innovacions tècniques en els camps de la fotografia i la impremta, van propiciar l'aparició del fotoperiodisme a Catalunya. Molts fotògrafs catalans van adoptar la imatge com a eina per documentar la realitat.
L'any 1826, el francès Joseph Nicéphore Niépce va obtenir la imatge fotogràfica més antiga que es conserva. Van haver de passar tretze anys perquè es fes la primera fotografia a Barcelona, amb la tècnica del daguerreotip, mitjançant la qual s'obtenia un únic original en una placa metàl·lica sense el concurs d'un negatiu i, per tant, sense la possibilitat d'obtenir còpies. Aquell fet històric va ser el primer pas de la fotografia a Catalunya, que en molt poc temps transcendiria les fronteres de la imatge i demostraria el seu incalculable valor aplicat al periodisme. En efecte, el fotoperiodisme o periodisme gràfic utilitza els recursos expressius i els valors estètics de la fotografia per documentar fets noticiables. Bona part de la importància que ha adquirit la fotografia en la premsa en poc més d'un segle es deu a la credibilitat i acceptació de la imatge informativa.
Durant la segona meitat del segle xix, la fotografia va entrar amb força al món de la cultura i es va afermar com a negoci. Les innovacions tècniques van reduir els temps d'exposició i la mida de les càmeres, fins que l'any 1888 Eastman Kodak va posar al mercat la primera càmera de rodet, molt econòmica i que permetia fer diverses instantànies sense haver de carregar-la. La fotografia es feia cada vegada més popular.
Les dificultats tècniques per reproduir fotografies en premsa van fer que els fotògrafs es guanyessin la vida principalment amb el retrat d'estil pictorialista. Tot i que encara no podem parlar de fotoperiodistes en sentit estricte, Amadeu Mauri i Adolf Mas van ser els primers fotògrafs –retratistes professionals– que van fer incursions en el terreny del reportatge gràfic i van deixar com a llegat testimonis de l'època d'un valor incalculable.
Les primeres publicacions que van començar a reproduir fotografies a les seves pàgines van ser els setmanaris i quinzenaris il·lustrats; tot i el seu marcat estil periodístic, la immediatesa no era encara una premissa. El primer reportatge gràfic publicat a Catalunya va aparèixer al setmanari ‘La Ilustración', en quatre entregues, al febrer del 1885. Signat per Heribert Mariezcurrena, en total s'hi van publicar 44 fotografies d'un terratrèmol ocorregut setmanes abans a la província de Màlaga.

### Pares del fotoperiodisme català
Els pares del fotoperiodisme català van ser Josep Brangulí i Soler i Alessandro Merletti i Quaglia. El primer havia estat gravador però a partir del 1899 es va dedicar al fotoperiodisme i les seves imatges van començar a publicar-se amb periodicitat a ‘La Hormiga de Oro’ i a ‘Ilustración Española y Americana’. També va col·laborar amb diaris com ‘La Vanguardia’ o ‘El Noticiero Universal' en règim de ‘freelance’ fins que va entrar com a fotògraf de plantilla d'‘El Correo Catalán'. Alexandre Merletti va iniciar la seva feina com a fotoperiodista al final de la dècada del 1900 i va ser l'autor de la primera fotografia feta a Europa en un tribunal, durant el consell de guerra a Francesc Ferrer i Guàrdia pels fets de la Setmana Tràgica del 1909.
La importància d'aquesta fotografia té l'origen en el fet que, tot i la prohibició de fer-ne en un tribunal, Merletti, conscient de l'interès noticiable del procés, va enginyar-se-les per aconseguir una instantània. Avui dia molts fotoperiodistes arrisquen la vida amb l'únic objectiu de donar testimoni de fets que, altrament, no es podrien conèixer mai.
Josep Maria Co i de Triola és el primer fotoperiodista que es va especialitzar en l'esport a partir del principi del segle xx, tot just quan començava a esdevenir un fenomen de masses. ‘El Mundo Deportivo’, que arrenca el 1906, va ser el primer diari –setmanari els primers anys– monogràfic dedicat a l'esport.
La nissaga de fotoperiodistes més importants de Catalunya va tenir els inicis en Carlos Pérez de Rozas, abans de la Guerra Civil espanyola. Amb el temps, dos dels seus germans i els cinc fills van treballar a l'agència familiar. Signaven les fotografies només amb el cognom.
El fet que aquests fotògrafs trobessin una sortida professional a la premsa es deu principalment a dos factors. Per una banda, als avenços tecnològics a les rotatives de diaris com ‘La Vanguardia’, que el 1910 va introduir el fotogravat (reproducció de les fotografies mitjançant plaques d'impressió). Poc després, ‘El Día Gráfico’ va començar a fer servir el rotogravat (mitjançant el qual s'obté un cilindre en profunditat que permet la còpia d'imatges en bobines), tecnologia que anys més tard arribaria també a ‘La Vanguardia’ i que continuaria utilitzant-se fins al 1989.
Però l'altre factor, fins i tot més determinant, cal trobar-lo en la demanda social de les imatges a la premsa diària. La fotografia ja no era nova per al ciutadà, que es va adonar dels valors de testimoni i veritat que afegia a la premsa escrita. A través d'aquest nou llenguatge, el gràfic, coneixia de primera mà uns esdeveniments que durant el primer terç del segle XX eren cada cop més convulsos.
Les quatre primeres dècades del segle xx van assistir, doncs, al naixement del periodisme gràfic i van ser novament dos fets de naturalesa tecnològica i sociopolítica els que el van fer evolucionar cap al fotoperiodisme modern. El 1925, Oscar Barnack va treure la Leica, una càmera petita i discreta, que utilitzava rodets de 35 mil·límetres i permetia 36 instantànies a cada càrrega, molt ben acollida entre els fotoperiodistes.

### Guerra civil
La Guerra Civil espanyola és l'altre fet que marca l'inici del fotoperiodisme modern. És el primer conflicte bèl·lic amb cobertura massiva per la premsa de tot el món. No només hi van treballar els fotògrafs locals, que van tenir el privilegi de poder retratar els primers fets, sinó també molts fotoperiodistes estrangers, autors d'extraordinaris reportatges fets en molts casos des del bàndol republicà. El cofundador de l'agència Magnum, Robert Capa, que va fotografiar els bombardejos de Barcelona i les caravanes de Tarragona a la Ciutat Comtal, entre altres reportatges, n'és un dels més destacats.
La figura d'Agustí Centelles va emergir per sobre de la resta de fotoperiodistes locals durant la Segona República. Dos anys abans de la guerra havia comprat una Leica i ja aleshores va començar a col·laborar amb ‘La Vanguardia’, ‘Diario de Barcelona’, ‘Última hora’, ‘La opinión' i d'altres publicacions de l'època. El 19 de juliol de 1936, dia de l'alçament de les tropes colpistes a Barcelona, Centelles no va dubtar a agafar la càmera per donar testimoni dels fets i, al carrer Diputació, va fer la seva foto més coneguda. La instantània, on es poden veure tres guàrdies d'assalt de la Generalitat atrinxerats amb els fusells darrere d'un cavall mort, va ser portada de la prestigiosa revista nord-americana ‘Newsweek’.
El 1937 Centelles va ser cridat a files i el Comissariat de Propaganda el va destinar al front d'Aragó i Lleida, on va fer excel·lents reportatges. Poc abans d'acabar la guerra, Centelles va marxar a l'exili amb una maleta que contenia més de quatre mil negatius, per evitar represàlies feixistes contra els combatents republicans, i que no va reaparèixer fins després de la mort de Franco.
Aquest fet, unit al seu deure al front que li impedia més llibertat de moviment, són els causants de la minsa projecció internacional que va tenir. Agustí Centelles és considerat, gràcies a les seves aportacions innovadores en el camp del periodisme gràfic, el pare del fotoperiodisme modern a Catalunya.

### Crisi del fotoperiodisme
El fotoperiodisme català, que fins a la Guerra Civil havia evolucionat a un ritme similar al de la resta d'Europa, pràcticament va desaparèixer del mapa el 1939. Molts fotoperiodistes van marxar a l'exili. Els que es van quedar es van veure forçats a deixar la professió o a reconduir-la a altres camps de la fotografia i els que van continuar van ser depurats pel règim.
Durant la dictadura franquista, la censura impedia la publicació de qualsevol reportatge gràfic crític amb el poder establert, però malgrat les dificultats, a partir dels anys cinquanta els fotògrafs catalans més destacats van adoptar una visió neorealista per documentar la realitat social del moment. Francesc Català-Roca, el més representatiu, va combinar les avantguardes europees amb la fotografia documental i va fer de pont per a la nova generació de fotoperiodistes de final del règim i la Transició.
En el panorama internacional, molts fotògrafs van publicar a la dècada dels cinquanta els seus treballs més personals i van confirmar la importància de la interpretació subjectiva de la realitat en l'evolució de la fotografia documental. A la Catalunya dels cinquanta i seixanta, Oriol Maspons, Ramon Masats, Eugeni Forcano, Julio Ubiña, Joan Colom, Xavier Miserachs i Ricard Terré, amb l'esmentat Català-Roca, van donar una visió pròpia i renovadora del país a través del seu treball fotoperiodístic.

### Llibertat
A mesura que s'apropava la fi del règim, la censura es tornava cada cop més ineficaç i amb l'arribada de la democràcia es va recobrar la llibertat de premsa. Tot i la feblesa de la censura, les fotografies de les pallisses propinades per la policia a grups de manifestants amb actitud pacífica que Manel Armengol va fer a la manifestació del primer de febrer del 1976, no van veure mai la llum ni a Catalunya ni a l'estat espanyol, mentre que sí que es van publicar a la premsa estrangera.
Amb l'inici de la democràcia va augmentar el nombre de publicacions que, en el cas de la premsa generalista, responia en part a la demanda de la societat civil d'uns mitjans de comunicació lliures de tota censura. Diaris com l'‘Avui’, ‘El Periódico de Cataluña’ o ‘El País' van aparèixer durant la Transició amb un planter de fotògrafs i col·laboradors més o menys nombrós i una estructura a la secció de fotografia que demostrava la importància creixent de la imatge. Els Jocs Olímpics de Barcelona també van tenir un paper important en l'augment del pes específic de la fotografia a la premsa.
L'interès a donar ampli testimoni dels esdeveniments a Catalunya i a tot el món, afavorit per la recuperada llibertat de premsa, van ser cabdals perquè els fotoperiodistes més destacats dels darrers anys hagin aportat treballs de gran qualitat. Juan Guerrero, Paco Elvira, Kim Manresa, Txema Salvans, Sandra Balsells o Tino Soriano són alguns dels grans fotoperiodistes del país, que combinen el treball a la premsa amb reportatges personals que, massa sovint, els ha suposat arriscar la pròpia vida en conflictes bèl·lics d'arreu.
Actualment, dos nous avenços tecnològics –la fotografia digital i Internet–impulsen un canvi de direcció en el fotoperiodisme, on els continguts multimèdia apunten com a nou format de presentació per a la premsa en línia, cada vegada més estesa.

## Ràdio
La ràdio neix durant la dictadura del general Primo de Rivera, una conjuntura política que obliga a emetre en castellà i impossibilita el desenvolupament de la ràdio informativa. Durant la Segona República, la ràdio esdevé un mitjà d'informació massiu i una eina política compromesa amb la recuperació cultural i lingüística. En acabar la Guerra Civil, els guanyadors utilitzen la ràdio per aniquilar la cultura i la llengua catalanes.
Els inicis de la ràdio són exitosos. Des d'un començament compta amb un nombre d'adeptes important, que segueixen l'evolució del nou mitjà.
A Catalunya, es comença a parlar de la ràdio a principi del segle xx, en arribar les notícies dels experiments que es realitzen habitualment a París, Londres o Alemanya. Editors, enginyers i comerciants del ram electrònic s'interessen pel fenomen, ja que veuen en la radiodifusió possibilitats comercials i econòmiques. El primer radioclub es funda l'any 1922, abans de disposar d'emissores regulars. Els radioclubs donaran origen a diverses estacions locals durant la Segona República: Ràdio Terrassa, Ràdio Sabadell o Ràdio Manresa. L'existència d'estacions d'ona mitjana es complementa amb les estacions dels radioafeccionats en ona curta. L'any 1936, de les 363 estacions registrades a l'estat espanyol, 133 són catalanes.

### Ràdio Barcelona
L'Asociación Nacional de Radiodifusión es crea a Barcelona l'any 1924 i impulsa la primera estació radiofònica regular de l'estat espanyol: l'AEJ-1 Ràdio Barcelona, que s'inaugura oficialment el 14 de novembre del mateix any. Uns mesos després inicia les emissions Ràdio Catalana i l'any 1930 comença a emetre Ràdio Associació, que tria el terreny de la defensa de la catalanitat com a tret diferenciador.
Les primeres emissions creen una gran expectació entre la població. Els oients poden gaudir d'una programació, durant unes poques hores al dia, que ha de superar nombrosos problemes tècnics. La música en directe als estudis de l'emissora, les retransmissions o a la radiació de discos configuren el gruix de les emissions de la primera època. Una música combinada amb altres programes culturals com conferències, obres de teatre o espais dedicats al públic femení o als infants. La ràdio es converteix en un mitjà d'informació i entreteniment que contribueix a la difusió de la cultura i realitza un destacat paper pedagògic entre la població. El primer informatiu ‘La Palabra’ no arriba a les ones de Ràdio Barcelona fins a l'any 1930.

### Etapa d'esplendor
A l'època republicana, la ràdio viu una etapa d'esplendor i assoleix un important rol entre la ciutadania. L'aprovació de la Constitució garanteix la recuperació de les llibertats individuals i col·lectives i afavoreix la lliure expressió de les idees i pensaments de sectors socials, que en l'etapa de la dictadura del general Primo de Rivera havien quedat exclosos d'aquesta possibilitat. L'abolició del control i la censura permet desenvolupar la informació de l'actualitat social i política del país. La febre per saber, per estar al dia, es manifesta amb especial intensitat a Catalunya, que comença el procés de recuperació política.
La Generalitat és molt sensible a la importància de la ràdio i la utilitza al servei del procés de reconstrucció nacional: el mitjà actua multiplicant profitosament l'acció de govern. En aquest període, en el qual els grups socials i polítics accedeixen a les emissores de tot Catalunya, la ràdio tindrà l'oportunitat d'iniciar-se com a instrument de comunicació política. El període és especialment ric en esdeveniments: Ràdio Barcelona ofereix els micròfons al president Macià per proclamar la República Catalana el 14 d'abril de 1931 i a l'octubre del 1934 el president Companys, des del balcó de la Generalitat, proclama l'Estat Català dins de la República Federal Espanyola. Uns fets que provocaran l'any 1934 l'empresonament del Govern de la Generalitat, la suspensió de l'Estatut i la implantació de la censura governativa a les emissions radiofòniques.
La legislació republicana permet la creació d'emissores de petita potència, per tal que el servei de radiodifusió arribi als nuclis de població més reduïts i no tan sols a les grans ciutats. El decret del 1932 possibilita el naixement de nou noves emissores locals: Badalona, Girona, Lleida, Manresa, Reus, Sabadell, Tarragona, Terrassa i Vilanova i la Geltrú. Tot i els intents per crear un servei de radiodifusió públic a l'estat espanyol, aquest objectiu no s'assolirà. La Generalitat tampoc podrà fer-ho, ja que els fets polítics posteriors truncaran el procés normal i democràtic endegat.
La ràdio aconsegueix ràpidament quotes de gran popularitat gràcies a les millores tècniques i programàtiques. El desenvolupament de la publicitat radiada contribueix de manera decisiva a la consolidació de les estacions, ja que constitueix una important via de finançament. Els professionals adeqüen les formes expressives i els gèneres radiofònics a les característiques específiques del mitjà i opten per l'especialització dels continguts. Es configura una ràdio lligada a la realitat social, que actua com a baròmetre de les tensions. La informació serà un argument central i la música tindrà un paper molt important, però l'element característic d'aquesta etapa és sobretot la llengua, ja que les emissions radiofòniques són pràcticament totes en català. Una situació que accelera el procés de recuperació del prestigi social de la llengua i contribueix a la competència lingüística dels oients.
Durant la República, la ràdio es consolida com a mitjà de comunicació de masses, influeix en les actituds polítiques i culturals i contribueix a la conformació de l'opinió pública. L'evolució de la ràdio queda truncada amb l'aixecament militar. Els insurrectes utilitzen les emissions radiofòniques, des del primer moment, per potenciar i estendre el moviment sediciós i el Govern republicà i la Generalitat per donar compte de la situació i per explicar el sentit de la revolta contra la legalitat constitucional.

### Fins al franquisme
La Generalitat s'apropia les dues emissores barcelonines (Ràdio Barcelona i Ràdio Associació) i crea la Comissaria de Radiodifusió, que depèn del Departament de Cultura. Més endavant, la Generalitat deroga el decret d'apropiació anterior, intervé les emissores i crea la Direcció General de Radiodifusió, que depèn del Departament de Presidència. Uns canvis que tenen com a objectiu controlar les emissions i centralitzar i coordinar millor l'activitat que realitzen les diverses conselleries a la ràdio. De fet, la radiodifusió, en aquest període, es converteix en el cordó umbilical que manté comunicats els governants amb la població civil i els ciutadans entre si. La ràdio és el mitjà utilitzat per alertar la població del perill de bombardeig o per explicar les accions de govern. Una activitat comunicativa que contribueix a fer que la guerra deixi de ser una cosa que es viu al front per implicar-hi tota la població.
En aquest context bèl·lic, els diferents partits polítics i les organitzacions sindicals fan servir les emissores d'ona curta per difondre missatges propagandístics, informacions ciutadanes o notícies sobre la guerra. Els nacionals també creen una munió d'emissores d'ona curta i aquesta proliferació d'estacions i el fet que cada bàndol pugui escoltar les emissions de l'enemic fomenta la ‘guerra d'ones'. Una mena de laboratori en el qual es proven tècniques innovadores per aprofitar el potencial del mitjà com a arma de guerra. Un aprenentatge que després serà utilitzat en posteriors conflictes bèl·lics.
La ràdio jugarà un paper molt important durant tota la Guerra Civil: com a aparell de comunicació insubstituïble entre zones incomunicades, com a element de propaganda política i de coordinació de l'activitat productiva, especialment al sector dels avituallaments, i com a eina cultural i lingüística. Una activitat cultural i lingüística que quedarà truncada amb l'entrada dels nacionals a Barcelona l'any 1939, ja que l'exèrcit guanyador ocuparà l'única estació en funcionament: Ràdio Associació de Catalunya. Serà el començament d'un llarg període de control, censura prèvia i d'absència del català a les ones.

### La ràdio a principis del segle XXI
L'evolució de la ràdio convencional passa per acabar el procés de digitalització en totes les fases i per Internet. La xarxa és una oportunitat per desenvolupar nous projectes comunicatius amb línies estratègiques pròpies i, en aquest procés, l'audiència adquireix un paper fonamentalment actiu.
L'alta competitivitat entre els diferents operadors radiofònics a Catalunya, però també a l'estat espanyol, lluny d'afavorir l'exploració de noves formes comunicatives i d'alternatives de negoci, ha generat un efecte invers. En general, el disseny de l'oferta s'ha fonamentat en el reforçament de l'‘star system’ i l'explotació d'estratègies programàtiques que a curt termini asseguressin l'èxit dels emissors més potents. Aquesta limitada visió del potencial expressiu del mitjà ha accentuat l'homogeneïtzació de les programacions de les ràdios generalistes, adreçades a tots els públics, i de les temàtiques musicals.
De retruc, els estudis d'audiència de referència per als principals operadors, com l'Estudio General de Medios (EGM) i a Catalunya l'EGM-Ràdio Catalunya i el Baròmetre de la Comunicació i la Cultura (FUNDACC), han evidenciat una progressiva disminució de la penetració social del mitjà entre els sectors de població més jove i el consegüent envelliment de l'audiència, circumstància alarmant per a les temàtiques musicals. Tradicionalment, s'ha considerat que els joves arribaven a la ràdio a través de la música, però aquesta última dada posa en qüestió aquesta afirmació. Ara bé, els hàbits de consum mediàtic s'estan modificant i, en el cas de la ràdio, es manifesten en una disminució del temps d'exposició i freqüència al mitjà i, a més, en un decreixement de la fidelització a una emissora o cadena.
Aquesta realitat accentua la necessitat de renovació. A Catalunya, la modernització de la ràdio s'està produint en el marc de l'entorn digital, que ha obert les portes al desenvolupament d'un nou model de comunicació radiofònica, liderat per les ‘bitcasters'. Amb aquest terme es defineixen els ‘websites' que difonen continguts sonors a través d'Internet i s'aplica tant a les empreses radiofòniques convencionals que s'han incorporat progressivament a la xarxa com a aquells projectes que s'han gestat en el si d'aquesta.
Pel que fa a les primeres, les anomenades ràdios convencionals, la presència a la xarxa els ha facilitat l'ampliació i diversificació de l'oferta i, en alguns casos, també l'especialització. En una primer moment, la presència en línia es va reduir a una rèplica de l'emissió analògica i a un compendi d'informacions sobre la programació i/o l'empresa radiofònica. Amb el temps, l'explotació del potencial de la xarxa ha esdevingut una estratègia programàtica fonamental per al desenvolupament i difusió de la marca radiofònica. Des d'aquesta perspectiva, les ‘bitcasters' han transformat la manera d'entendre la radiodifusió sonora convencional, ja que, en bona part, col·laboren en la regeneració d'algunes pràctiques.

### Els nous oients
Els ‘sites' esdevenen un punt de confluència amb l'emissora, mitjançant els quals els ciberoients tenen la possibilitat de gestionar el tipus d'escolta més adient a cada moment. Actualment, la majoria de les ràdios d'antena convencional que tenen presència a la xarxa compten amb serveis d'accés com ‘en directe’, ‘a la carta’, descàrrega d'arxius i ‘podcast’. A excepció del primer, que actua com un altaveu més de l'emissió hertziana atès que implica simultaneïtat, la resta estimulen una gestió personalitzada de l'oferta. És qui consumeix que ha de decidir què i, fins i tot, quan escolta. Ara bé, amb les opcions ‘a la carta’ i descàrrega, els arxius no s'emmagatzemen a l'ordinador personal del ciberoient, que només podrà escoltar-los en el moment d'haver-los sol·licitat. Per contra, el ‘podcast’ permet copiar l'arxiu seleccionat en un dispositiu mòbil com ara telèfon, iPhone o MP3, i per disposar-ne a conveniència. En tot cas, aquest nou tipus d'oient té la capacitat d'administrar els continguts preferents i exercir el dret d'escoltar-los sota demanda.
Una altra via d'accés a les ‘bitcasters' que els operadors comencen a explotar és la recepció al mòbil. Tot i que aquest dispositiu compta amb el servei de ràdio en freqüència modulada, l'escolta dels ‘sites' radiofònics permet a l'usuari el consum dels productes radiofònics dissenyats exclusivament per a l'audició en línia, entre d'altres. En aquest sentit, cal destacar la línia d'innovació de les Emissores de la Generalitat que, a hores d'ara, ofereixen aquesta possibilitat per als mòbils amb sistema operatiu Android de Google i un aplicatiu per a iPhone.

### L'inici de la participació
A la tradicional trucada telefònica, s'hi han afegit amb força el correu electrònic i el xat, com a innovadores vies de participació en la ràdio. Ambdues suposen d'entrada un canvi substancial en la relació emissora i audiència. Pel que fa al correu electrònic, és una opció que la majoria de programes radiofònics posa a disposició de l'audiència. La comunicació no necessàriament s'ha de produir de forma sincrònica a l'emissió, sinó que l'oient pot expressar la seva opinió o formular un suggeriment en qualsevol moment.
En canvi, el xat s'obre al començament del programa i qui hi participa interacciona no només amb l'equip responsable de l'emissora sinó també amb altres oients. Aquesta fórmula és força habitual als programes dissenyats especialment per a la participació. Sens dubte, la xarxa amplia la capacitat de participació de l'audiència sobre els continguts radiofònics i, en un principi, va crear la il·lusió de la falta de filtre. Lògicament, l'èxit de la fórmula ha obligat a la creació de la figura professional de gestor de la participació. Un pas més enllà és el que es denomina ‘mira la ràdio’, que permet seguir en directe les converses entre els oients sense necessitat d'haver d'intervenir-hi personalment.
Ara bé, aquests són els primers passos en l'exploració de vies participatives. Altres que cada dia prenen més força són els usuaris generadors de continguts. Pel que fa a aquesta opció, però, malgrat que tècnicament és possible, les experiències que fins ara s'han posat en marxa no han acomplert les expectatives inicials. Les raons poden ser diverses, encara que s'especula amb la falta de pràctica de l'audiència (un fet que es pot relacionar amb l'edat) i amb l'obligatorietat de registrar-se prèviament.

### Primeres comunitats virtuals
La presència de la ràdio a les xarxes socials com Facebook o Twitter és un altre dels fenòmens generats per les ‘bitcasters'. Aquesta pràctica serveix per enfortir el vincle emocional entre el programa i l'audiència potencial, ja que en definitiva congrega un grup de gent que comparteix un interès comú. La importància que des dels equips de producció radiofònica es dona a aquest fet es reflecteix amb informació per antena sobre la incorporació de nous ‘amics' i d'algunes activitats organitzades. Aquestes eines serveixen de nexe entre els participants.
La irrupció de la ràdio a Internet ha augmentat la confiança d'un mitjà cada cop més preocupat per la seva baixa penetració social entre els sectors més joves de la població i pel canvi d'hàbits de consum. Ara bé, com que la tecnologia per si mateixa no és la solució, els programadors han hagut de dissenyar propostes que van des de la unificació de l'antena convencional i la difusió en línia a l'oferta de continguts i serveis especialitzats únicament consumibles des del ‘site’. Un exemple és la proposta d'iCat fm amb una oferta de cinc canals musicals interpretada exclusivament en català, que troba a la xarxa la seva viabilitat.
Fins ara s'ha destacat sobretot les innovacions de la ràdio en l'àmbit de la relació amb l'audiència i amb relació a Internet. Encara és molt aviat per analitzar com afectarà el mitjà la seva presència al menú de la TDT. Un cop totalment implementada, caldrà avaluar-ne l'impacte en termes de rendibilitat d'audiència.
Cal assenyalar que l'entusiasme dels operadors pels projectes vinculats a la xarxa ha estat superior als d'altres apostes tecnològiques com el DAB (Digital Audio Broadcasting), sistema de digitalització del senyal en freqüència modulada (FM), i el DRM (Digital Radio Mondiale), en l'amplitud modulada (AM). Certament, la falta d'acords amb relació als models tecnològics i el presumible poc interès d'una audiència per una recepció de més qualitat sonora però sense valor afegit que justifiqués la carestia dels aparells, entre d'altres, han estat factors clau per entendre la paralització d'aquestes iniciatives. Una situació similar es troba a la majoria de països europeus, on únicament el Regne Unit ha afavorit l'evolució del sistema DAB, a hores d'ara, en ple funcionament.
En canvi, la fusió Internet-ràdio ha donat al sector català prou energia per al desenvolupament de plataformes multimèdia, on la difusió en simultaneïtat de l'antena convencional és una via més de comunicació, però no l'única. Que aquest és el futur ho corroboren els premis de reconeixement internacional rebuts pels operadors públics, com el Grup d'Emissores de Catalunya Ràdio, principals agitadors de la renovació radiofònica catalana.

## Televisió
La història de l'audiovisual als Països Catalans està lligada a l'aspiració de vertebrar els diferents territoris de manera que comparteixin un mercat televisiu únic. Al llarg del recorregut, diferents traves administratives han intentat fragmentar l'espai català audiovisual, però la TDT i Internet plantegen serioses oportunitats d'aconseguir-ho.
Tot i que les primeres emissions comercials televisives en català daten de l'octubre del 1964, l'anhel de construir un espai televisiu per al país arrenca molt abans: ja a la dècada dels anys trenta es detecten moviments ressenyables adreçats a importar a Catalunya aquella nova tecnologia que causava sensació entre els més assabentats; inventors, enginyers i radiofonistes, allò que en l'argot postmodern s'aplegaria ara sota l'anglicisme ‘geek’.
Encapçalava l'esforç Eduard Rifà, un dels factòtums de la potent Ràdio Associació de Catalunya. Era l'any 1932 i, a les portes de l'aprovació d'un Estatut que atorgava les competències en comunicació, el projecte de tenir un nou mitjà de comunicació de masses era vist amb màxim interès per Francesc Macià, que hi va donar suport poc abans de guanyar les eleccions que portarien la República. El projecte de tenir una cadena televisiva catalana, però, s'estroncaria amb la Guerra Civil i les represàlies franquistes: l'espai televisiu del país haurà d'esperar vora trenta anys per tot just clavar la primera pica.

### Del teatre a la televisió
De fet, les primeres demostracions de televisió a l'estat no arribaran fins al 1948, en el marc de la Fira Internacional de Mostres celebrada a Barcelona. TVE neix el 1956 i, tres anys més tard, un partit Barça-Madrid inaugura l'enllaç hertzià entre les dues ciutats. Aquell mateix any, Núria Espert s'adreça als espectadors des dels flamants estudis Miramar, però les emissions en català encara trigaran cinc anys a ser realitat: a l'octubre del 1964, l'obra ‘La ferida lluminosa’, de Josep Maria de Sagarra, obre un cicle de representacions teatrals que es podran veure cada últim dimarts de mes, un cop acabada la programació estatal. És significatiu –i dolorosament premonitori– que aquestes emissions ja es poguessin veure a les Illes Balears, però no, en canvi, al País Valencià.
Una peça teatral al mes –durant els tres anys que va durar el cicle– era ben poca cosa, però, en tot cas, va obrir una escletxa que s'eixamplaria posteriorment. L'any 1967 s'estrena ‘Mare Nostrum’. El 1973, ‘Giravolt’. Però no serà fins a la mort de Franco que la programació en català deixarà de ser servida en comptagotes. Durant la segona meitat de la dècada, l'informatiu ‘Miramar’ passa a emetre mitja hora diària en català; s'estrena un espai de normalització lingüística, ‘Català amb nosaltres'; l'espai de cantautors ‘Nova gent’, el programa cultural ‘Tot art’ i un dels títols mítics de la televisió, ‘Vostè pregunta’, de Joaquim Maria Puyal. A tall de referència, TVE a Catalunya entra a la dècada dels vuitanta emetent 83 hores de programació en català al mes.

### Expansió
El Govern espanyol socialista de Felipe González va aprovar, l'any 1983, la Llei del Tercer Canal, que permetia a les Comunitats Autònomes gestionar una emissora de televisió al seu territori. Tot i que l'esperit de la llei era crear unes desconnexions de TVE gestionades perifèricament, el resultat va ser la creació de cadenes independents com van ser, primer, Euskal Telebista i, en segon lloc, Televisió de Catalunya. Així, el 10 de setembre de 1983, l'actor Joan Pera pronunciava el missatge de benvinguda a les emissions experimentals de TV3, que s'haurien de convertir en regulars a partir del 16 de gener de 1984.
La primera conquesta va ser la d'eixamplar les franges horàries i la popularització de programes i sèries que van normalitzar un imaginari televisiu gairebé monolingüe fins al moment. I ja des d'un bon principi, TVC demostra tenir al seu ADN la voluntat de ser present a la resta de territoris de parla catalana. L'any 1985, per exemple, ja emetia a Andorra, la Catalunya del Nord i part del País Valencià. I l'any 1988 s'inicien les emissions locals en aranès.
L'expansió també va ser en hores de programació, fins al punt de desdoblar-se en un segon canal, el 33, que inicia les emissions l'11 de setembre de 1988, coincidint amb el cinquè aniversari del naixement de la televisió de la Generalitat. Però la Direcció General de Telecomunicacions (UAB1) del Govern espanyol hi va posar totes les traves possibles i no va ser fins al 23 d'abril de l'any següent que les emissions es van convertir en regulars. L'èxit de TV3 va ser indiscutible: 29,3% d'audiència mitjana durant l'any 1989.
Però malgrat els avenços innegables, la llei del tercer canal suposava un impediment molt seriós per tal d'articular un espai únic televisiu als diferents territoris de parla catalana. No va ser fins al 1995 que TVC va poder trencar legalment aquesta limitació i va posar en marxa el canal internacional que emetia via satèl·lit. Però aquesta via era una porta de servei, ja que per veure’n les emissions calia comptar amb antena parabòlica i connexió a alguna plataforma de televisió de pagament. És per això que els darrers vint anys han proliferat diferents iniciatives populars adreçades a permetre que TVC sigui vista amb normalitat en territori valencià, i també a les Illes Balears.

### TDT
Aquestes accions, però, han topat amb la ferma voluntat del Govern valencià d'aixecar fronteres audiovisuals: les multes i el tancament de repetidors han estat a l'ordre del dia. Convé recordar que la postura oficial de la Generalitat valenciana és que el català i el valencià són dues llengües diferents. Donar normalitat a la recepció de TVC al País Valencià seria reconèixer obertament la fal·làcia fonamental d'aquest supòsit. Amb tot, la Generalitat catalana ha negociat un pacte de reciprocitat, encara no vigent, segons el qual TVC es podrà veure a través de la TDT al País Valencià, a canvi que la televisió valenciana es rebi al Principat (com, de fet, ja succeeix).
De fet, la següent revolució en la construcció de l'espai televisiu català ve donada per les possibilitats de la TDT. Aquesta nova tecnologia permet un millor aprofitament de l'espai radioelèctric, de manera que es pot augmentar l'oferta de canals gratuïts sense por a saturar el dial (una altra cosa és, tanmateix, la saturació del mercat i la fragmentació de les audiències que se’n deriva).
La TDT té tres implicacions sobre l'espai televisiu. D'una banda, atorga la possibilitat a la Corporació Catalana de Mitjans Audiovisuals de tenir fins a vuit canals. Això permetrà desdoblar l'actual K3/33 en dos: un canal infantil i un de cultural. S'hi afegeix el 3/24 (en marxa des del 2003) i els canals que permeten veure les televisions autonòmiques valenciana i balear.
La segona conseqüència de la implantació de la TDT és la possibilitat de crear a Catalunya televisions privades de cobertura nacional. L'any 2003 es va atorgar a Emissions Digitals de Catalunya –propietat del Grup Godó– la gestió de quatre cadenes televisives. A hores d'ara, només dos dels canals estan en ple funcionament –8TV, fruit de la remodelació de CityTV, i 105 TV, una cadena musical–. En tot cas, l'aportació d'Emissions Digitals de Catalunya a les quotes d'audiència en català és encara petita, per sota del 4%.
Finalment, la TDT també regularitza la situació d'al·legalitat en què operaven les televisions locals del país. El Consell de l'Audiovisual de Catalunya va arbitrar un concurs públic en el qual es van oferir 96 llicències de televisió local, tant per a operadors públics com privats. Tot i que en el seu moment es van repartir totes les concessions, a pocs mesos de fer-se efectiva l'apagada analògica un nombre significatiu de canals està orfe de pretendents, ja que alguns dels operadors –en general, els menys lligats al territori– han llençat la tovallola davant les incerteses del mercat i han retirat la proposta.

### Sense fronteres
Però l'acceleració en els canvis tecnològics fa que la TDT sigui considerada ara tot just una tecnologia de transició. La televisió i els ordinadors estan convergint i la tecnologia IP fa que es puguin servir continguts audiovisuals d'una manera no lineal i personalitzada. Els suports mòbils encara accentuen més aquest consum televisiu altament individualitzat.
Aquest escenari de futur converteix en obsoletes les actuals fronteres administratives, que impedeixen la raonable articulació de l'espai televisiu del català. Perquè és molt diferent gestionar un mercat de set milions de persones que treballar per a onze milions. I perquè actualment Televisió de Catalunya, Televisió Valenciana i Televisió de les Illes Balears han de pagar individualment per sèries i pel·lícules, en comptes de fer-ho un sol cop i emetre-ho a Catalunya, el País Valencià i les Balears.
Internet permet el tràfic lliure de continguts audiovisuals, sense traves polítiques ni el pretext de la saturació de l'espai radioelèctric. Però encara ha de consolidar el seu model de negoci. Un cop ho faci, l'espai català de comunicació té una oportunitat immillorable per completar l'articulació dels diferents territoris després d'anys caracteritzats pels obstacles sistemàtics a la idea d'un sol mercat lingüístic.

## Agències de notícies

### L'agència nacional
L'única agència de notícies amb seu central i focus periodístic a Catalunya és l'Agència Catalana de Notícies (ACN), marca de l'empresa Intracatalònia SA. Va néixer el 1999 a Girona amb l'objectiu de donar als mitjans locals i comarcals catalans un servei multimèdia per Internet; és, de fet, una de les primeres agències europees filles de la xarxa.
El 2005, la Corporació Catalana de Mitjans Audiovisuals (CCMA), que és de titularitat pública, va comprar-ne les accions i, des del 2007, la principal accionista de l'ACN és la Generalitat. L'agència de notícies catalana té 300 abonats i un equip de seixanta periodistes, la majoria dels quals són teletreballadors. Elabora peces per a la quarantena de televisions aglutinades a Comunicàlia, comparteix continguts audiovisuals amb l'agència pública espanyola Efe, treballa per a mitjans estatals com Televisió Espanyola o el diari ‘Público’ i, en obert, ofereix alguns vídeos a la seva pàgina web i a YouTube. Té seu a Girona i a Barcelona, i delegacions a Tarragona, les comarques centrals, Lleida, Girona, Madrid i Brussel·les, i és present al País Valencià i a les Illes.

### Altres agències
L'agència pública espanyola Efe és la primera en llengua castellana i la quarta més important del món. Arriba a tots els Països Catalans i va néixer al final de la Guerra Civil, quan el bàndol franquista va absorbir la seva precursora: l'agència Fabra, nascuda el 1919. Fabra era la successora d'una altra agència de notícies espanyola, el Centre de Corresponsals, amb uns orígens que es remuntaven al 1865. Fins al 1870 aquesta agència havia depès de la francesa Havas. Tant Fabra com el Centre de Corresponsals foren creades pel periodista català Nil Maria Fabra, pioner a l'estat espanyol en el desenvolupament d'aquests organismes periodístics, que fan d'intermediaris entre les notícies i els mitjans de comunicació.
El Govern espanyol és l'accionista majoritari d'Efe. Compta amb 3.000 periodistes que treballen a 120 països per a 2.000 clients. Efe difon tres milions de notícies anuals en castellà, català, portuguès, anglès, àrab i gallec. Des del 1989 emet notícies en català regularment. En el passat, des del 1978 fins al 1984, ja ho havia fet, però la difusió en llengua catalana va quedar interrompuda durant cinc anys.
L'altra agència de notícies més important de l'estat espanyol és Europa Press. És, de fet, la principal agència de notícies privada espanyola i té delegacions a Catalunya. Creada el 1957, els fundadors van ser un grup d'intel·lectuals de la institució catòlica conservadora Opus Dei, i la família Luca de Tena, que també és la responsable del naixement del diari ‘ABC’. Aquesta agència de notícies privada genera 3.000 notícies diàries, té més de 1.000 clients i més de 400 empleats. És l'únic mitjà espanyol en català, asturià i aranès i, des del 2009, ofereix als internautes catalans un portal en la llengua pròpia. A partir del 1994 van aparèixer a Barcelona agències especialitzades i, més de deu anys després, el 2008, naixia l'Agència de Notícies Andorrana.
Les agències de notícies o d'informació van sorgir a la segona meitat del segle xix a les grans potències occidentals. L'origen s'explica per una suma de factors: l'apogeu del capitalisme i del colonialisme, el desenvolupament de la premsa i les comunicacions (el correu i el telègraf) i les limitacions econòmiques de les empreses editorials.

## Primers mitjans digitals
Internet ha plantejat un escenari d'oportunitats per a l'espai català de comunicació, ja que permet que els mitjans s'estableixin a la xarxa amb una inversió relativament lleugera. Però encara ha de demostrar ser rendible, així que el repte actual és identificar les vies d'explotació per fer viable la majoria d'iniciatives i inversions realitzades.
La història dels mitjans de comunicació a Internet a Catalunya és curta, però intensa. Durant els primers anys de la dècada dels noranta, diferents empreses van començar a experimentar amb aquesta nova tecnologia, sovint amb pàgines rudimentàries, altament estàtiques, que calia actualitzar de manera manual. L'objectiu era de pura prospecció, ja que aleshores Internet estava circumscrita a les universitats, centres de recerca i pocs llocs més. No hi havia internautes i les accions es van dirigir a crear uns webs corporatius, que incrementarien progressivament el volum de dades.

### La cursa d'internet
A la meitat de la dècada dels noranta es va iniciar una veritable cursa per garantir la presència a la xarxa de la majoria de mitjans de comunicació tradicionals (premsa, ràdio i televisió). Paral·lelament va aparèixer un nombre significatiu de nous actors que oferien informació i que eren capaços d'atreure la incipient audiència d'Internet.
El primer mitjà tradicional a digitalitzar-se va ser la revista ‘El Temps’ i, al juny del 1995, va aparèixer la Infopista, precursora de l'actual Vilaweb, obra dels periodistes Vicent Partal i Assumpció Maresma. Es tractava d'un directori que aplegava els recursos existents a la xarxa en català. No obstant això, va acabar marcant la tendència del que serien els portals d'informació i, en tot cas, oferia informació de manera ocasional, amb especials com el seguiment dels resultats electorals autonòmics del 1994. Es posava en evidència un altre dels triomfs d'Internet: la immediatesa.
El nombre de webs registrats a la Infopista havia passat de 120, al juny del 1995, a 1.500 un any després. I es connectaven a aquest directori poc més de 400 usuaris al dia. Eren els temps en els quals els mòdems funcionaven a una velocitat de 14.400 bits per segon.

### La primera aposta
Al maig del 1996, la Infopista va desaparèixer per donar pas a Vilaweb. El canvi va més enllà d'un nou logotip o marca: el projecte es declara obertament un diari digital i constitueix la primera experiència al país d'una publicació dissenyada exclusivament per a la xarxa. El diari catalitzarà algunes aplicacions com els fòrums, les edicions locals o els blocs entre els internautes catalans i, quinze anys més tard, es manté com a mitjà líder, entre aquells que només es distribueixen a la xarxa, amb 330.000 visitants únics mensuals al desembre del 2009.
També l'any 1996 apareixia Osona, un altre mitjà pioner, creat pel periodista Miquel Macià, que demostrava visió de futur en adonar-se de les potencialitats d'Internet per desenvolupar premsa de proximitat. L'encert de la intuïció queda palès amb els més de 41.000 visitants únics rebuts al desembre del 2009, per a un web que parla d'una comarca poblada per 150.000 persones. La llavor d'Osona.com va florir en altres diaris temàtics, aplegats sota el genèric Nació Digital.
Ben aviat seguiria una munió de webs i portals, sovint temàtics: E-Notícies, Tribuna Catalana, Comunicació21, Cultura21, Teatralnet. També algunes iniciatives públiques, com Tinet –de la Diputació de Tarragona– o La Malla –de la Diputació de Barcelona–. Pels volts de l'any 2000 es consoliden a la xarxa un grapat de mitjans que usen Internet com a únic suport i que, una dècada després, han solidificat la seva presència entre el públic lector. La majoria són mitjans amb un marcat perfil ideològic. El Món, Directe, Crónica Global, El Matí Digital o Tribuna Catalana són els exemples més representatius. Tots ells coincideixen a tenir un elevat contingut polític i una proximitat gairebé orgànica amb els partits que els han donat suport.

### Dubtes dels mitjans tradicionals
En paral·lel a tot aquest procés, també durant els primers anys de la dècada, els editors de premsa impresa es debaten sobre quina ha de ser la seva presència a la xarxa. És un debat viu i apassionat, amb defensors acèrrims de totes les postures: hi ha qui posa tots els seus continguts a la xarxa, qui en posa uns quants i qui no en posa cap. Hi ha qui pretén fer pagar i qui ni ho intenta. Qui ho bolca tot menys les pàgines maquetades en format PDF. I qui canvia de fórmula cada tres anys, ara una passa endavant, ara una enrere. L'espai català de comunicació no deixa de tenir exactament el mateix debat sobre el model que s'opera globalment. I amb el mateix precís resultat: no hi ha model.
Es constata, tanmateix, l'assumpció per part dels internautes que Internet és un mitjà fonamentalment gratuït (més enllà dels costos de connexió). Per tant, els models de pagament per continguts han fracassat de moment i aquells diaris que l'han implementat tendeixen a obrir tots els continguts, perquè no volen renunciar al cabal de lectors digitals que un accés lliure assegura. El problema, però, és que la publicitat no paga ni de bon tros la inversió de tenir una presència a la xarxa potent, això comptant, a més, que moltes edicions digitals, als balanços, no computen als pressupostos cap partida que consigni la utilització dels continguts generats pels seus homòlegs de paper.
En tot cas, es demostra que les marques funcionen i, en poc temps, els mitjans digitals que venen del paper o de la televisió avancen els ‘purs' malgrat haver entrat a la cursa amb retard per culpa de les vacil·lacions a l'entorn del model de negoci. Així, el gener del 2010, l'OJD interactiva situava l'‘Avui’ com a mitjà més llegit, seguit del ‘3cat24.cat’, el portal de notícies de la Corporació Catalana de Mitjans Audiovisuals (CCMA). Vilaweb és tercer després d'haver liderat durant tots els anys anteriors el rànquing. Altres mitjans tradicionals que han situat les versions en línia al Top 10 de seguidors són ‘El Punt’, ‘Diari de Girona’, ‘Regió 7’, Barcelona TV i Els esports.cat (també de la CCMA), mentre que de mitjans exclusivament en línia només hi ha Racó Català i Nació Digital.
Més enllà d'aquesta punta de llança, la Internet catalana ha crescut també al sotabosc: els darrers quatre anys han proliferat mitjans locals o temàtics, amb estructures mínimes –sovint sense constitució d'empresa– que aspiren a ocupar petits nínxols del mercat. La majoria d'aquests mitjans s'han situat a l'òrbita de l'Associació Catalana de Premsa Gratuïta, que d'alguna manera ha emprès un procés de reconversió i ha desplaçat bona part de l'atenció cap a la premsa digital.

### Mitjans d'internet
I el quadre es completa amb mitjans que no es plantegen amb la premsa com a base, sinó que neixen com a televisions en línia. Allà hi trobem des dels projectes de Cardedeu TV fins a Sies.TV, una cadena especialitzada en continguts culturals. Cal afegir-hi, aquí, algunes marques aparentment televisives (Tribuna TV, e-notícies TV) tot i que, dreta llei, funcionen més com a complements en vídeo dels seus diaris digitals, més que no com a televisions estrictes.
Les visions més inclusives sobre què engloba el concepte ‘mitjà digital' compten també la plètora de blocs que nien a la xarxa. La disquisició sobre si els blocs formen part del periodisme no és rellevant de cara a la constatació principal d'aquest article: la potència del català a la xarxa és símptoma d'una voluntat de comunicar que els anomenats mitjans tradicionals no han sabut absorbir. Només així s'explica que una llengua que ocupa el lloc noranta-dos pel que fa a nombre de parlants nadius sigui, en canvi, la vuitena amb més producció a la blocosfera i la quinzena pel que fa a producció d'articles a la Viquipèdia.
L'arrenglerament de la vasta majoria de mitjans digitals pel català i la seva cultura és, per tant, una mostra de les mancances del sistema comunicatiu clàssic per donar sortida a les necessitats expressives del país. I és una mostra d'aquesta voluntat articuladora de país l'èxit d'una iniciativa com la Fundació PuntCat, creada per impulsar un domini propi a la xarxa. En només quatre anys de funcionament, s'ha superat la xifra de 40.000 dominis registrats.
El sector de la comunicació, global i local, encara no ha trobat un model de negoci satisfactori. La compra de continguts no és, avui dia, una possibilitat viable per a la immensa majoria de mitjans. I la publicitat es mou encara a partir d'enormes quantitats de visites i, per tant, avui només se’n beneficien de manera clara i profitosa mitjans que juguen el partit de la globalitat. La resta haurà de rendibilitzar l'audiència no des del punt de vista quantitatiu sinó qualitatiu.
En l'actual context de mutació digital, els mitjans de comunicació necessiten ocupar un lloc destacat a les xarxes per no quedar en una situació residual a l'espai comunicatiu. Entendre la naturalesa del canvis i d'adaptar-se a les noves possibilitats esdevé el principal desafiament dels mitjans de comunicació catalans i l'escenari d'oportunitats per als nous actors que operen exclusivament a la xarxa.